# Osinggraben
Der Osinggraben (am Oberlauf Bettelmühlgraben) ist über den Auengraben Luisengraben ein linker Zufluss der Altmühl bei Gunzenhausen im mittelfränkischen Landkreis Weißenburg-Gunzenhausen.

## Verlauf
Der Osinggraben entspringt als Bettelmühlgraben auf einer Höhe von 468 m ü. NHN zwischen Reutberg im Westen und Oberasbach im Osten, unweit des Gunzenhäuser Krankenhauses. Der Bach fließt in südliche bis südwestliche Richtung und durchquert eine weite Offenlandschaft im Tal der Altmühl, wobei er abschnittsweise am Waldrand entlang fließt. Das Gewässer speist zunächst einige kleinere Weiher und fließt anschließend an der Lohmühle vorbei, die als frühere Bettelmühle namensgebend war. Kurz nach Lohmühle findet ein Namenswechsel zum Osinggraben statt. Er unterquert anschließend die Bundesstraße 13. Nach einem Lauf von rund 1,9 Kilometern mündet der Osinggraben zwischen Aha im Westen und Unterasbach im Osten auf einer Höhe von 412 m ü. NHN von links bzw. Norden in den Altmühl-Auengraben Luisengraben, der zwei Altarme der Altmühl verbindet. Das Mündungsgebiet liegt in der Flussaue der Altmühl. Nach starken Regenfällen wird die Aue von den Wassermassen der ausufernden Altmühl überschwemmt.